# L'attacco dei pomodori assassini
L'attacco dei pomodori assassini (Attack of the Killer Tomatoes!), conosciuto anche col titolo Pomodori assassini, è un film del 1978 diretto da John DeBello e interpretato da David Miller. Il film è una parodia degli horror statunitensi degli anni quaranta e cinquanta ed è stato il primo di una lunga serie di parodie horror e di film comici demenziali (wacky comedy) che invasero le videoteche negli anni ottanta.

## Trama
Il genere umano si trova improvvisamente attaccato da pomodori senzienti, decisi a conquistare il mondo. In seguito al fallimento di tutti i tentativi di debellare la minaccia da parte del governo statunitense, il detective Mason Dixon (David Miller) scoprirà che i pomodori non sopportano una canzone, dal titolo Amore in pubertà, in grado di indebolirli e metterli in fuga, e in virtù di ciò riuscirà a porre fine all'invasione.

## Incidente dell'elicottero
Durante le riprese il pilota di un elicottero Hiller UH-12E, volando in prossimità del suolo, urtò di coda il terreno perdendo il controllo del velivolo e provocandone lo schianto e l'esplosione. Il pilota rimase fortunatamente illeso. Ciononostante, soprattutto a causa del budget ristretto, il regista decise di non tagliare la scena.

## Riferimenti culturali
Il film si ispira come detto a varie pellicole precedenti, tra cui Gli uccelli (1963) di Alfred Hitchcock, Lo squalo (1975) di Steven Spielberg e Superman (1978) di Richard Donner.

## Sequel
La saga dei pomodori assassini è in seguito proseguita con tre sequel, gli ultimi due dei quali rimasti inediti in Italia:
- Il ritorno dei pomodori assassini (Return of the Killer Tomatoes!) (1988)
- Killer Tomatoes Strike Back! (1990)
- Killer Tomatoes Eat France! (1991)

## Adattamenti e spin-off
- Dal film venne sviluppata la serie televisiva animata per ragazzi L'attacco dei pomodori impazziti, basata sui personaggi e la trama del film.
- Un romanzo per bambini del 1997, Attack of the Killer Potatoes, scritto da Peter Lerangis, fa il verso alla saga.
- Due videogiochi sono stati sviluppati dalla saga, uno del 1986 per computer 8-bit, e uno del 1991 per Nintendo Entertainment System e Game Boy, basato sulla serie animata.
- La casa editoriale Viper Comics ha pubblicato un adattamento a fumetti nel 2008.[2]
- I epithesi tou gigantiaiou mousaka è la versione greca del film (The Attack of the Killer Moussaka) (1999).[3]

## Ricezione critica
Il film non è stato accolto bene dalla critica, ricevendo solo il 27% delle recensioni positive su Rotten Tomatoes.